# Новосёлово (городской округ Истра)

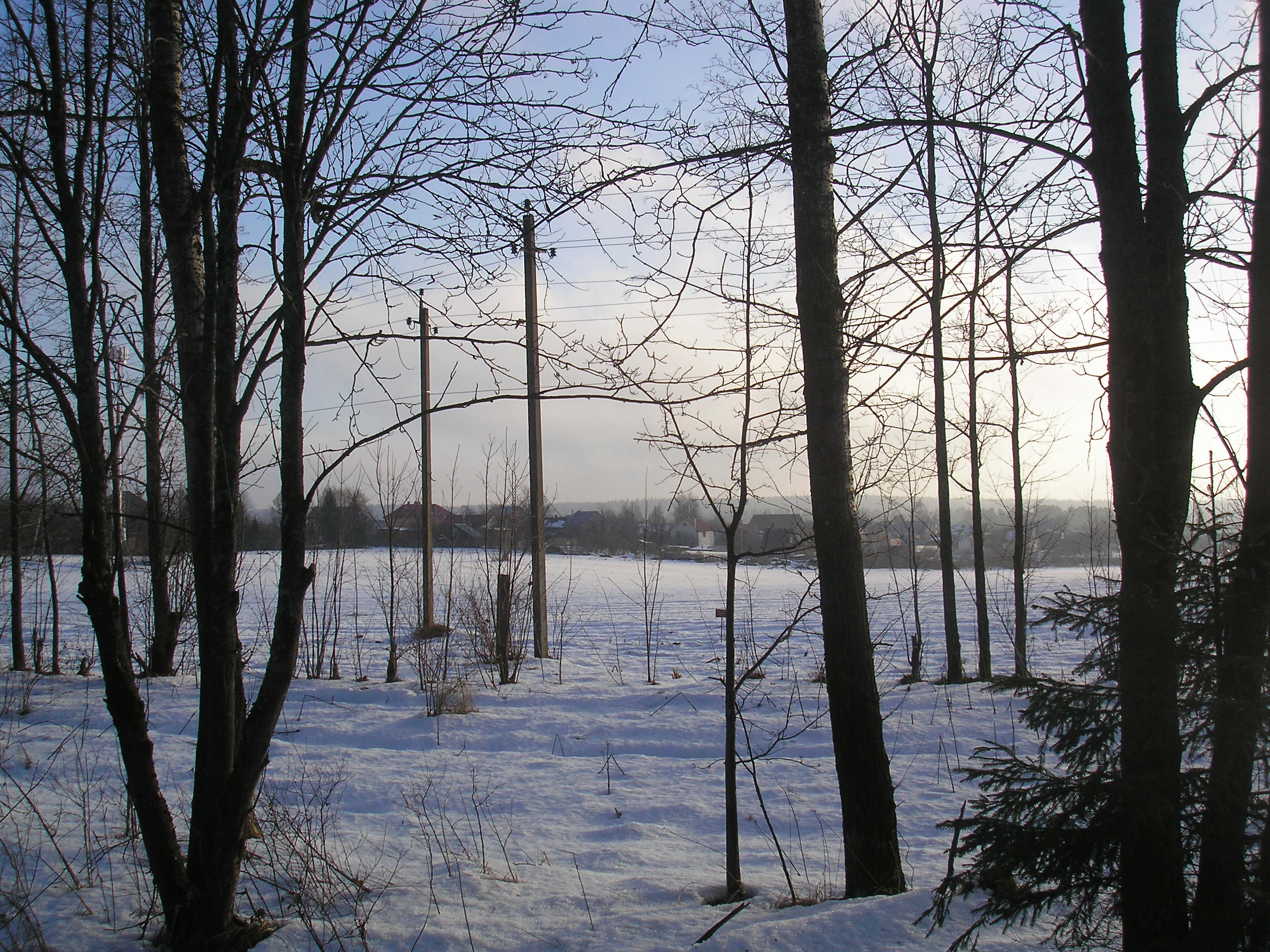

Новосёлово — деревня в Костровском сельском поселении Истринского района Московской области. Население — 76 чел. (2016), в деревне 1 улица, зарегистрировано 8 садовых товариществ. С Истрой деревня связана автобусным сообщением (автобус № 34).
Находится примерно в 12 км на юго-запад от Истры, на левом берегу реки Малой Истры, высота над уровнем моря 188 м. Ближайшие населённые пункты: с юго-запада, за оврагом — Телепнёво, за ним — Дергайково, в 1 км на юг Киселёво.

## Население
| 2002 | 2006 | 2010 | 2016 |
| ---- | ---- | ---- | ---- |
| 29   | ↘18  | ↗26  | ↗76  |